# Лиски (місто)
Ли́ски — місто (з 1937) в Росії, адміністративний центр Лискинського району Воронізької області. Місто є великим залізничним вузлом на Південно-Східній залізниці. Тут розмістилося управління Лискинської дирекції залізниці.
Населення — 54147 особи (2021). Однією з визначних пам'яток міста є єдина на Південно-Східній залізниці дитяча залізниця, відкрита у 1989 році.

## Назва
Відоме з XVI ст. як село Нова Покровка (Бобровське) на лівому березі Дону. У 1870 році в центрі села збудовано залізничну станцію Лиски, названу по правобережному селу — Лиски. В середині 1880-х років тут налічувалося 9 будинків і 410 жителів, які в основному були пов'язані із залізничним транспортом.
Первинно назва р. Лиска, яке в ряді джерел XIII—XIX ст. приводиться в формах Лиска, Лисочка, утворених від прикметника «лисий». Подібні назви звичайні для географічних об'єктів, що не мають рослинності. Проте дехто зі старожилів згадує, що в розмовній мові (слобожанському говорі) вживався і варіант «Лисички».
У 1928 році з пристанційним селищем об'єднали село Новопокровське і перетворили в робітниче селище, центр Лискинського району, який отримує назву Свобода.
У 1943 році місто перейменоване в Лиски. У 1965 році його перейменовують в Георгіу-Деж — за прізвищем діяча румунської компартії Г. Георгіу-Дежа (1901—1965), а в 1991 році місту повернено назву Лиски.

## Географія
Місто Лиски знаходиться на березі річки Дон, за 98 кілометрів від Воронежа.
Природний історико-археологічний музей-заповідник «Дивногір'я» — музей просто неба, займає площу 1100 га, включає заплавну частина річок Тиха Сосна і Дон, круті схили корінного правого берега цих річок, степові ділянки з крейдовими відкладеннями. На території музею-заповідника розташовані пам'ятки історії та архітектури республіканського значення: печерні крейдяні церкви середини XVII в., Маяцьке городище IX—X ст.; пам'ятники природи: єдині в регіоні крейдяні стовпи — останці Диви, унікальні ландшафтні утворення, реліктова і ендемічна рослинність, комахи-ендеміки.

## Населення
| 1897    | 1931    | 1939    | 1959    | 1967    | 1970    | 1976    | 1979    | 1982    |
| ------- | ------- | ------- | ------- | ------- | ------- | ------- | ------- | ------- |
| 5500    | ↗13 600 | ↗25 500 | ↗37 638 | ↗47 000 | ↗48 700 | ↗52 000 | ↗52 375 | ↗53 000 |
| 1986    | 1989    | 1992    | 1998    | 2000    | 2001    | 2002    | 2003    | 2005    |
| ↗54 000 | ↗54 039 | ↗54 700 | ↗56 500 | ↘55 700 | ↘55 500 | ↗55 893 | ↗55 900 | ↘54 200 |
| 2006    | 2008    | 2009    | 2010    | 2011    | 2012    | 2013    | 2014    | 2015    |
| ↘53 600 | ↗54 800 | ↗54 919 | ↗55 864 | ↗55 900 | ↘55 127 | ↘55 092 | ↗55 149 | ↘54 788 |
| 2016    | 2017    | 2018    |         |         |         |         |         |         |
| ↘54 437 | ↘54 184 | ↘53 897 |         |         |         |         |         |         |

## Відомі люди
- Нікітін Петро Іванович — український актор, народився в Лисках.

## Фотогалерея

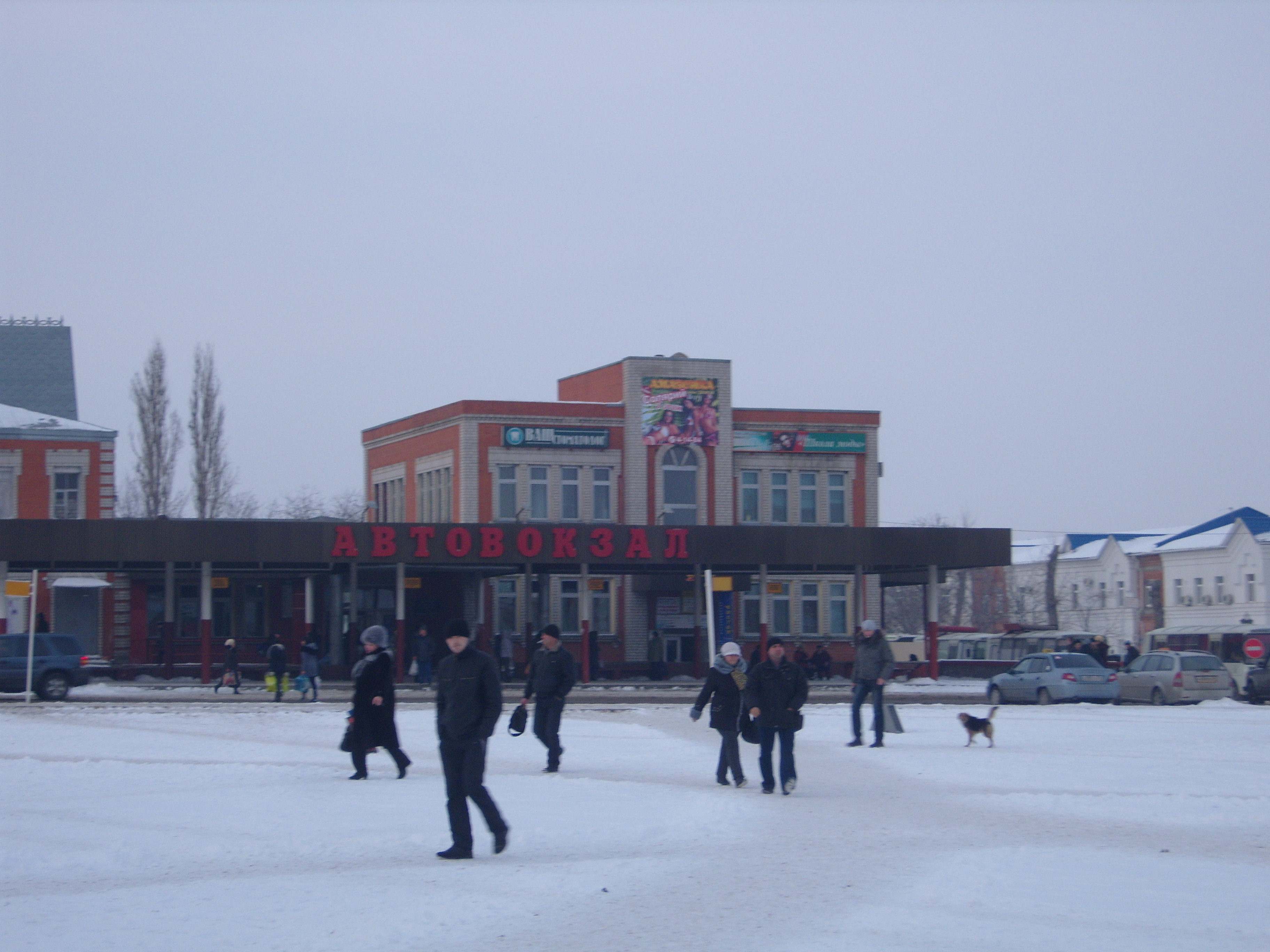
Автовокзал взимку
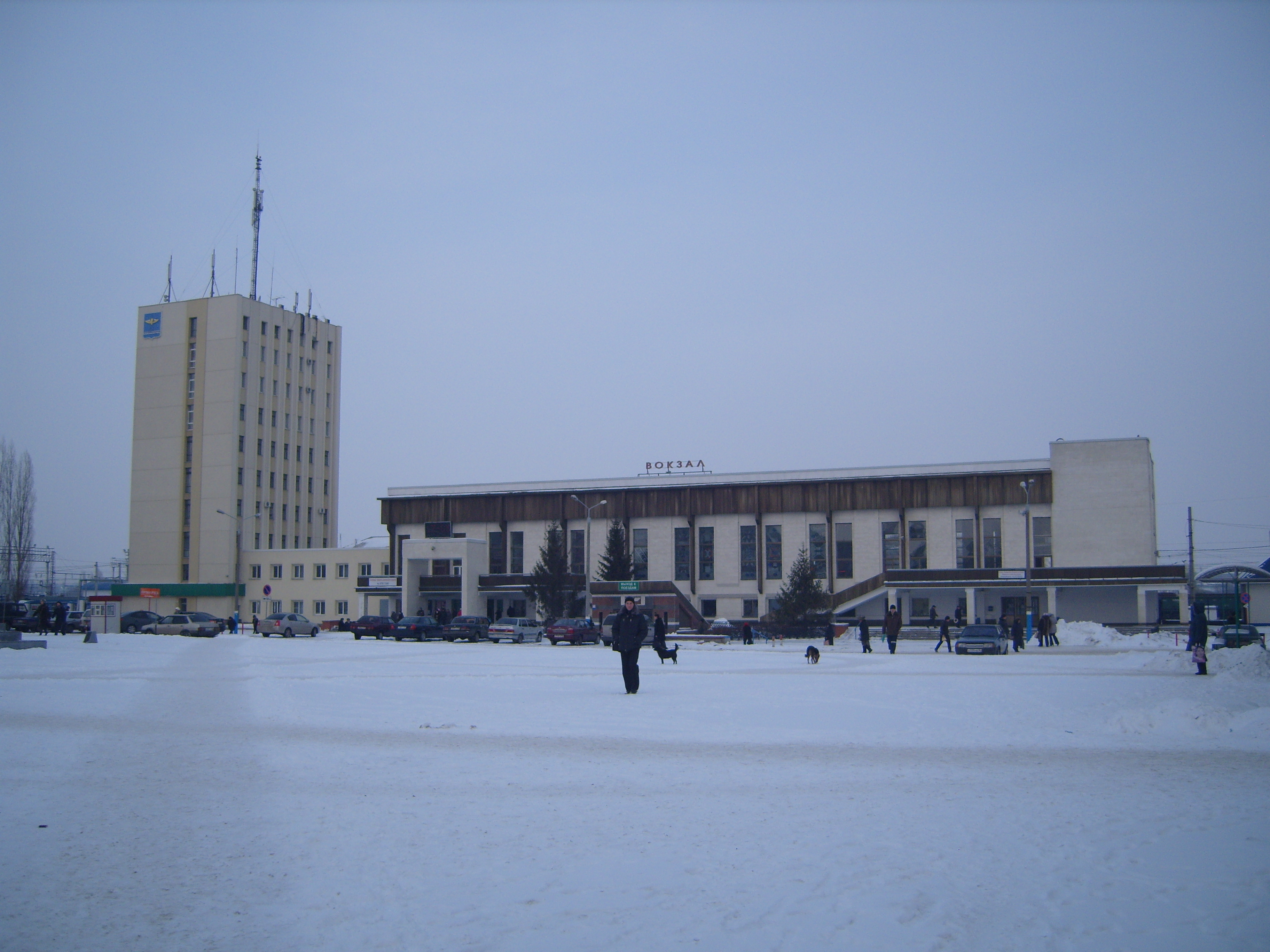
Залізничний вокзал
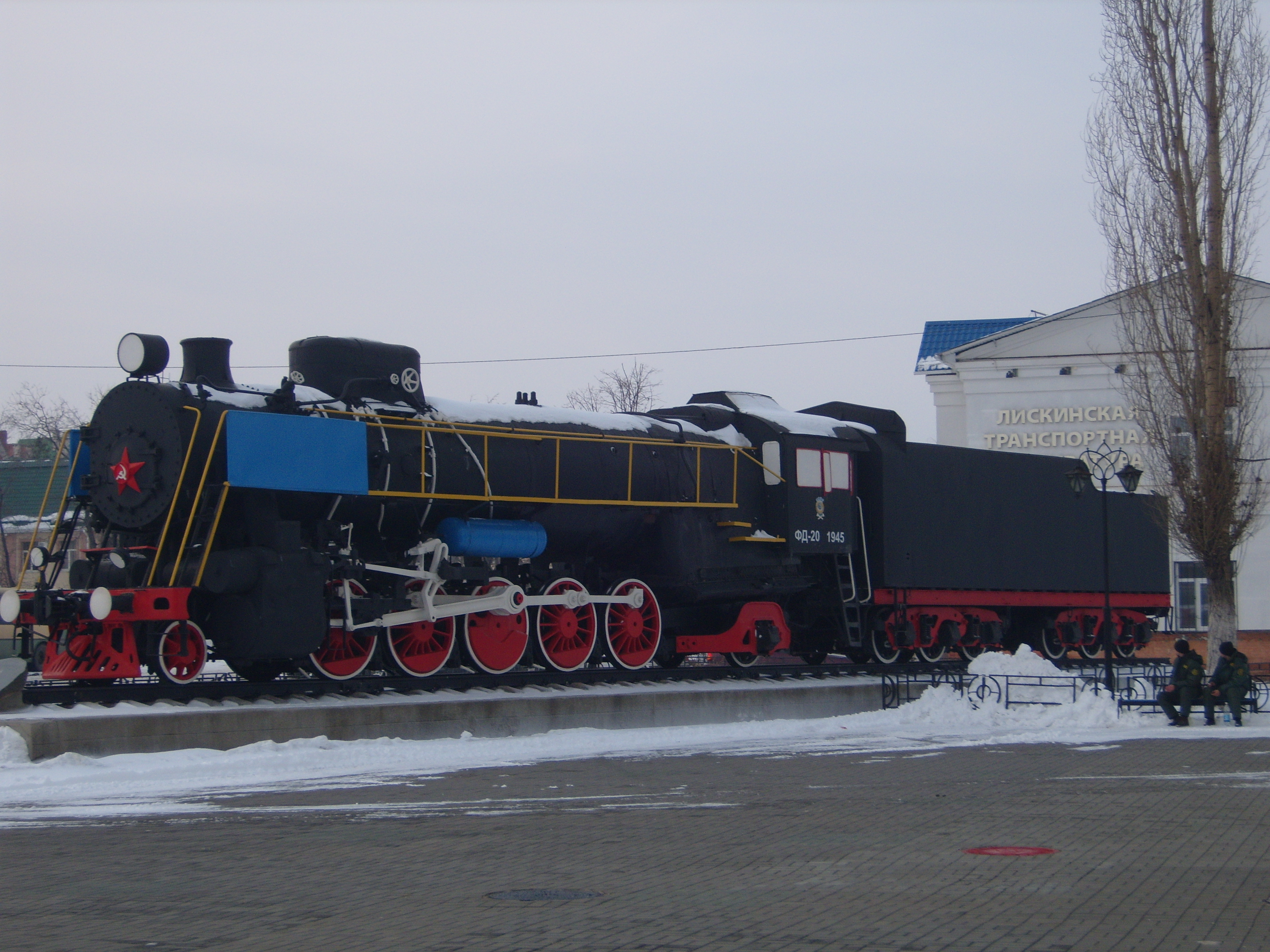
Паровоз ФД-20
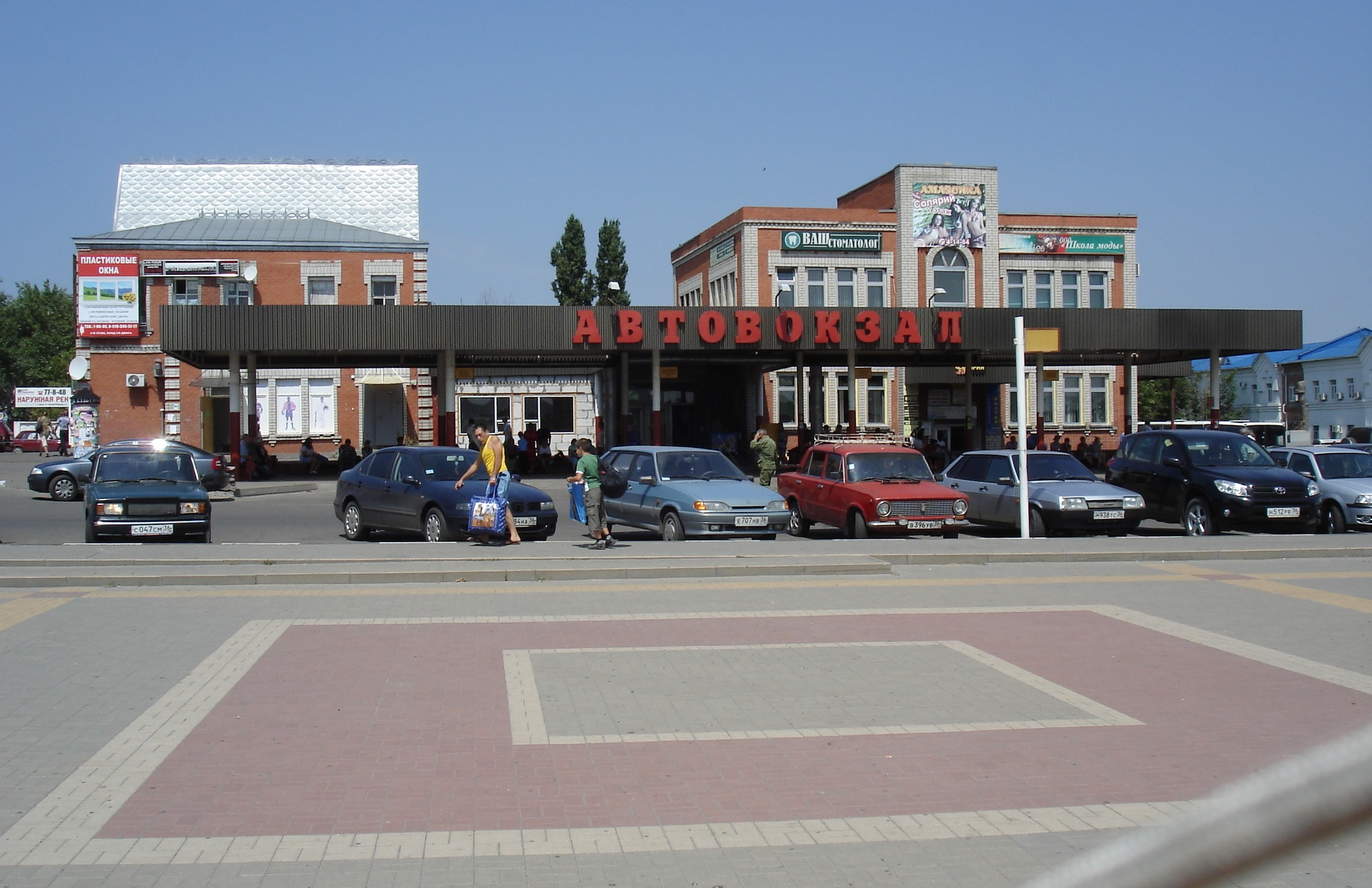
Автовокзал влітку, 2012 рік
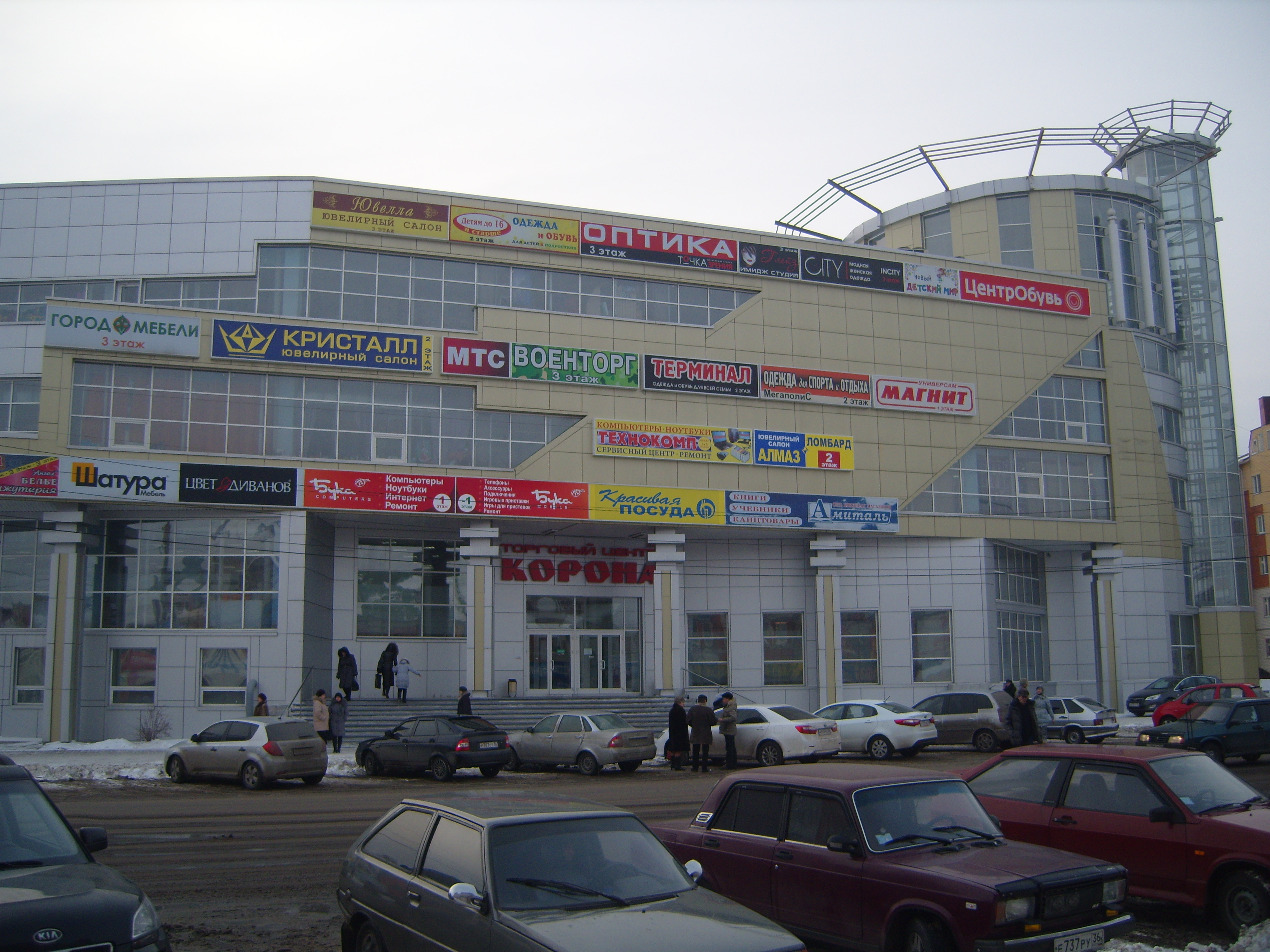
ТЦ «Корона»
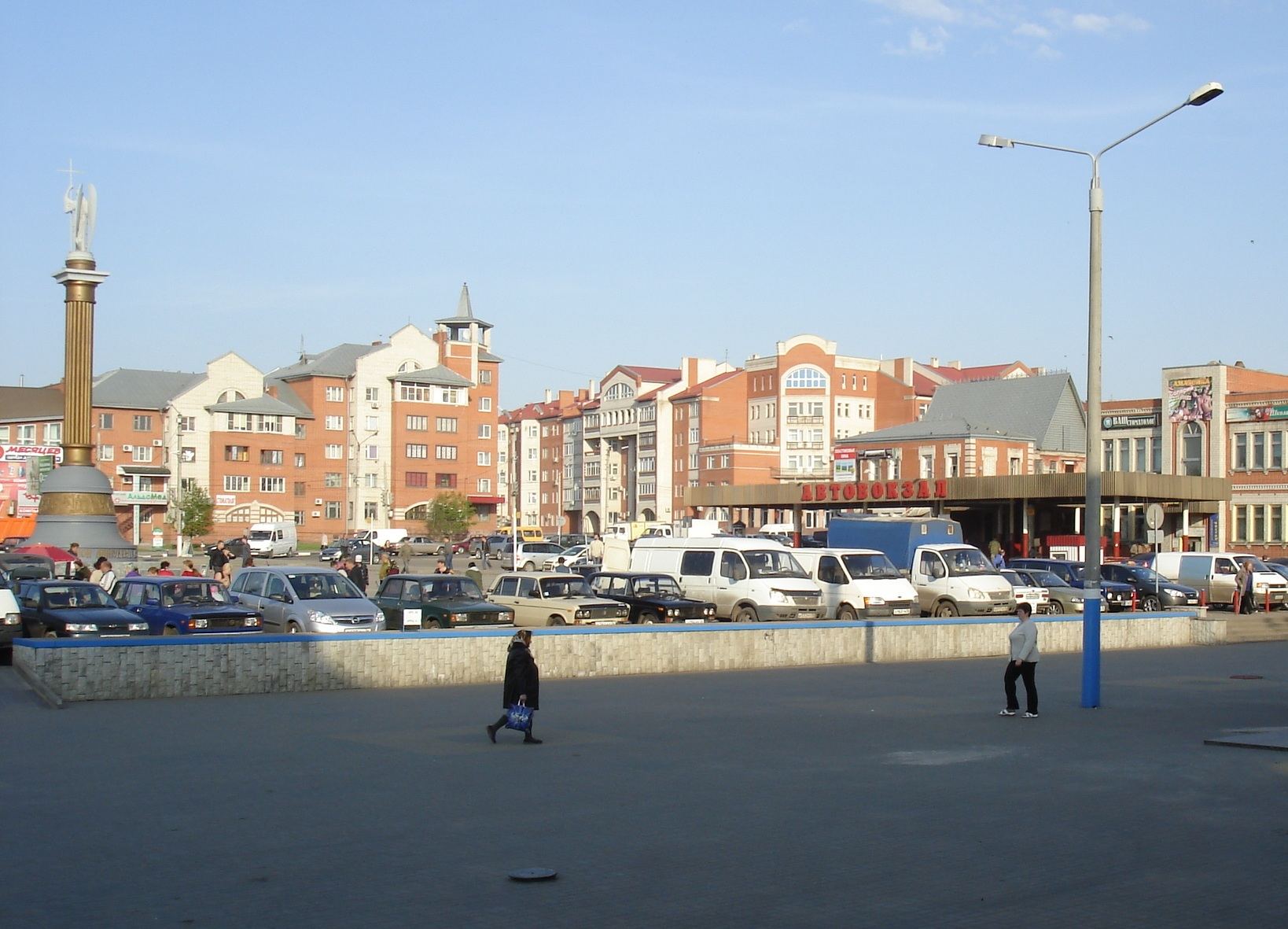
Вигляд на автовокзал із залізничного вокзалу
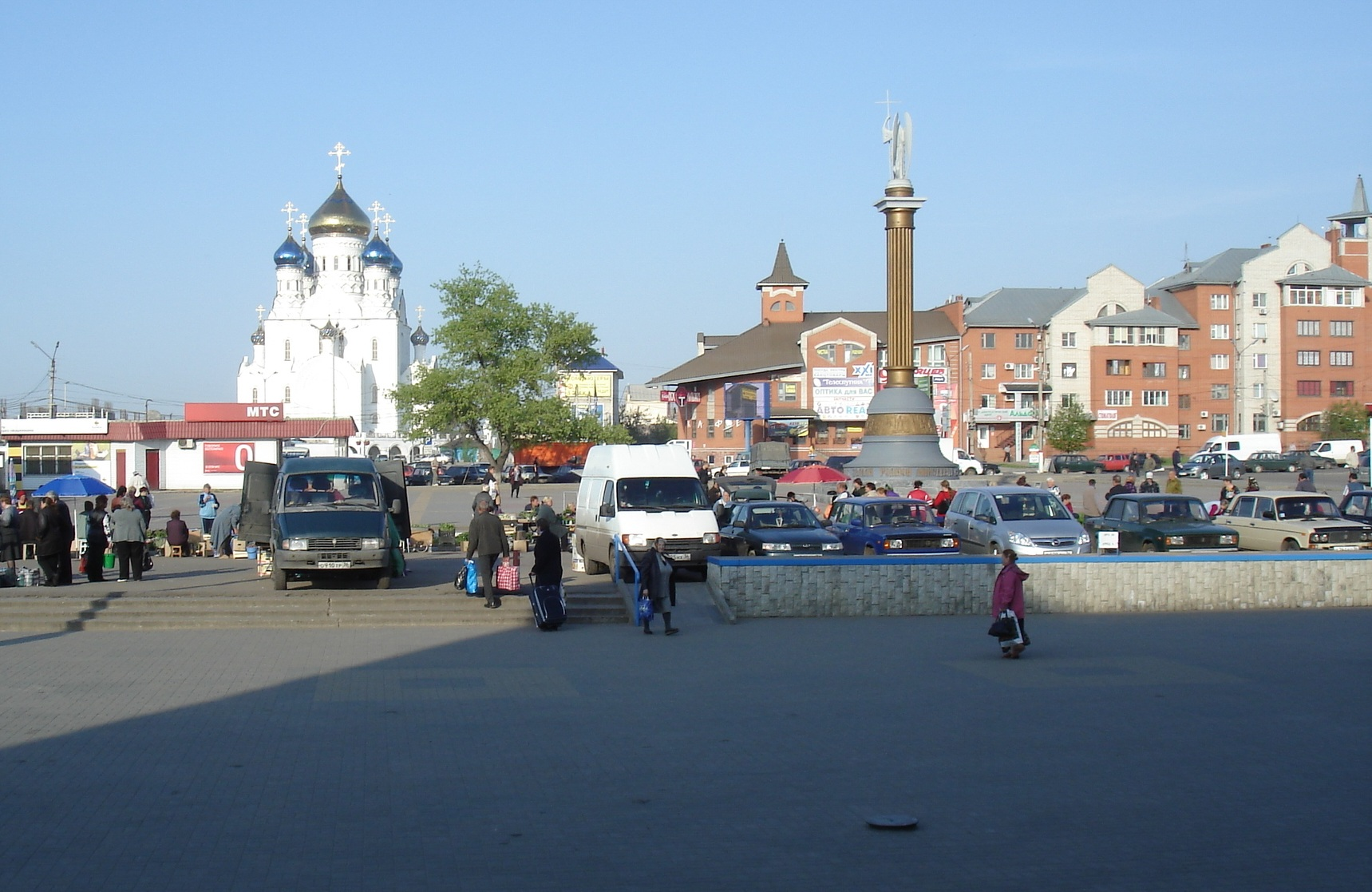
Вид на собор із залізничного вокзалу
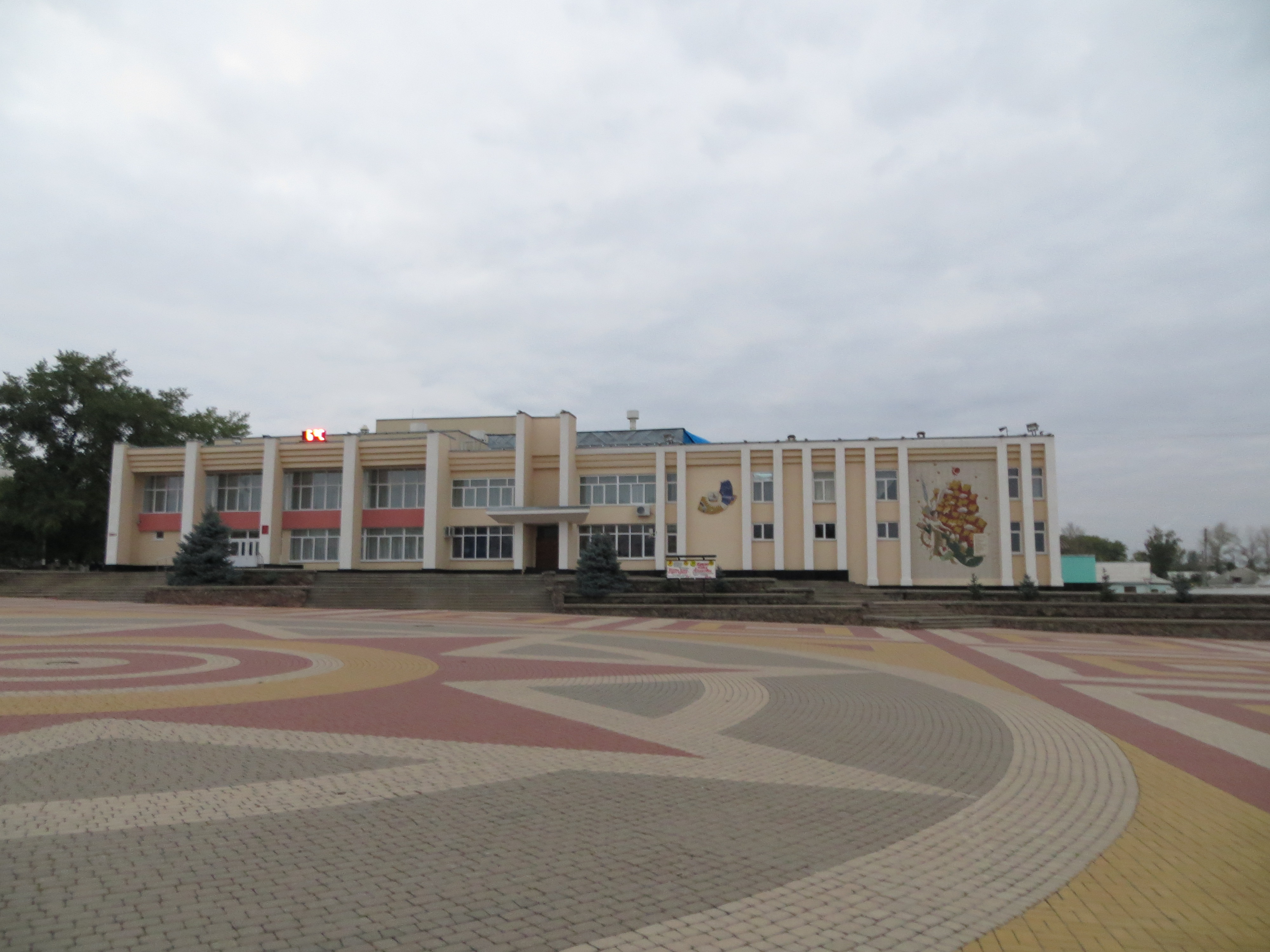
Будинок Культури